# Древнееврейский язык
Древнеевре́йский язык, также библейский иври́т (ивр. עִבְרִית מִקְרָאִית‎), древний иври́т, лешо́н ха-ко́деш (לְשׁוֹן הַקֹּדֶשׁ‎ — «святой язык, священный язык»; в ашкеназском произношении — «лошн койдеш») — первый язык евреев, распространённый в Древнем Израиле (אֶרֶץ כְּנַעַן‬ — «страна Ханаанская», אֶרֶץ יִשְׂרָאֵל‬ — «Земля Израиля»). Археологические данные о предыстории библейского иврита гораздо более полны, чем летописи самого библейского иврита. Ранние северо-западные семитские материалы засвидетельствованы с 2350 года до н. э. по 1200 год до н. э., в конце бронзового века. В течение I тысячелетия до н. э. находился как в устном, так и письменном употреблении. Ряд процессов, начиная с падения Иудейского царства и заканчивая полной утерей еврейской государственности после разрушения второго Храма и подавления восстания Бар-Кохбы, а также и расселение части евреев в диаспору, привели к выходу языка из устного употребления ко II веку н. э. в связи с вытеснением арамейским языком. Точное время, когда древнееврейский язык перестал употребляться в качестве повседневного, остаётся предметом дискуссии. Основными памятниками древнееврейского языка являются Танах, Мишна, а также средневековая литература на иврите, поэзия, раввинская литература, историография, произведения по математике, астрономии, философии, химии, естественным наукам. На еврейском языке писали также многие поэты и писатели Нового времени вплоть до его возрождения как разговорного языка, языка школы, СМИ, литературы, а также государственного языка Израиля.
Современный иврит является возрождённой формой древнееврейского языка.
В XX веке найдены Кумранские рукописи библейских книг, а также оттиски древних печатей, надписи на сосудах и древние литературные фрагменты, не вошедшие в Еврейский канон, например, Книги Премудрости Иисуса, сына Сирахова.
Самые ранние найденные эпиграфические свидетельства на древнееврейском датируются X—IX веками до н. э.

## О названии
Традиционным обозначением языка письменных памятников, дошедших до нас с территории Древнего Израиля и Иудеи и относящихся к периоду с X века до н. э. по II век н. э., в русской гебраистической литературе является «древнееврейский язык». Этот термин соответствует таким терминам, как англ. hebrew или нем. hebräisch. Термин «еврейский язык», широко применявшийся по отношению к нему в XIX веке, в советское время употреблялся в основном по отношению к языку идиш, а сейчас обычно употребляется для обозначения всей совокупности языков, диалектов и этнолектов, которыми евреи пользовались в течение последних двух с лишним тысячелетий (вкл. идиш, сефардский, еврейско-арамейские, еврейско-иранские). В последнее время древнееврейский язык часто включается в понятие «иврит» (также «библейский иврит» — соответствующий Biblical Hebrew), так как и в еврейской литературе, и в европейских языках соответствующий термин (Hebrew) используется как для древнего, так и для современного периодов развития языка.

## Классификация
Древнееврейский язык относится к ханаанейской группе северо-западной ветви семитских языков. В ту же группу входят современный иврит, финикийский и ряд малых языков Заиорданья: моавитский, аммонитский и эдомитский, а также субстратный язык амарнских писем из Ханаана и Финикии II тысячелетия до н. э. Все они, кроме иврита, являются вымершими.

## Лингвогеография

### Ареал и численность
Территория распространения древнееврейского языка в целом соответствует современным границам Государства Израиль, включая Западный берег реки Иордан, но исключая прибрежную полосу от сектора Газа до современного Тель-Авива и к северу от современной Хайфы, а также большую часть пустыни Негев. Кроме того, он использовался в Заиорданье и в юго-западной части современной Сирии.
На этой территории он был распространён вплоть до падения Израильского царства в 722 году до н. э. и Вавилонского плена, где он сохранялся как язык внутригруппового общения. После возвращения евреев из плена около 500 года до н. э. древнееврейский язык ещё в течение нескольких веков сохранялся в Иудее, постепенно уступая место западноарамейским диалектам.

## Диалекты
В языке эпиграфических памятников выделяют израильский (северный) и иудейский (южный) диалекты.

## Письменность
Алфавитом древнееврейского языка служило палеоеврейское письмо, очень близкое к финикийскому, и вместе с ним происходящее от более древних алфавитов — протоханаанского и протосинайского. Палеоеврейское письмо использовалось до последних веков I тыс. до н. э., когда было вытеснено т. н. «квадратным», или «ассирийским», письмом, уже использовавшимся к этому времени для арамейских языков. Именно это письмо известно сейчас как еврейское письмо.
Собственно же палеоеврейское письмо сохранилось в несколько видоизменённой форме у самаритян, которые используют это т. н. самаритянское письмо исключительно для сакральных целей.
В данной статье примеры передаются в традиционной семитологической фонологической транскрипции.

## Лингвистическая характеристика

### Фонетика и фонология
Для древнееврейского языка характерно наличие 23 согласных фонем. У неэмфатических взрывных фонем /p, t, k, b, d, g/ были щелевые аллофоны, употребление которых в некоторых позициях уже свидетельствовало о превращении их в самостоятельные фонемы. Простой латерал ŝ (МФА [ɬ]) ещё сохранялся. По сравнению с прасемитским состоянием исчезли межзубные согласные, один из латеральных согласных (эмфатический) и увулярные.
Вокализм представлен 7 полными фонемами /å, a, ä, e, i, o, u/ и 4 редуцированными (ə, ă, ĕ, ŏ), фонологический статус которых не вполне ясен.
Ударение было фонологически релевантным, хотя в большинстве случаев падало на последний слог.

### Морфология
В морфологии имён противопоставляются мужской и женский род, единственное и множественное число. У некоторых типов имён при образовании мн. ч. наблюдается аблаут (мелех «царь» — мн. ч. мелахим). Показатель двойственного числа — -аим присоединяется главным образом к названиям парных органов тела человека и животных и к некоторым другим словам.
Определённый артикль в большинстве случаев имеет вид ха-, но в определённых фонетических контекстах меняется на хе-.
В отличие от древнейших семитских языков Месопотамии, существительные в древнееврейском языке не изменяют окончаний при склонении. Различают существительные мужского и женского рода, которые могут быть в единственном, двойственном и множественном числе.

#### Глаголы
Глагол в древнееврейском существует временные формы, которые условно называются: перфектом, имперфектом, перевёрнутым перфектом и перевёрнутым имперфектом.
Перфект
1. прошедшее время совершенного и несовершенного вида;
2. настоящее время;
3. в протасисе условного предложения: будущим или условном смысле;

Имперфект
1. будущее;
2. настоящее;
3. действие, постоянное регулярно повторяющееся (в этом случае значение времени никак не выражено и определяется контекстом);
4. модальные значения: желательность и долженствование.

Перевёрнутый перфект
1. будущее;
2. регулярно повторявшаяся в прошлом последовательность действий.

Перевёрнутый имперфект
«Перевёрнутый имперфект» означает прошедшее время.
Причастие
Причастие в функции сказуемого выражает длящееся действие в прошлом, настоящем или будущем (время определяется контекстом).

### Синтаксис
Нейтральный порядок слов — VSO. Еврейский текст состоит из предложений, соединённых между собой перевёрнутым имперфектом/перевёрнутым перфектом в цепочку предложений, составляющих единый структурированный текст.

### Лексика
В лексике есть заимствования из древнеарамейского, аккадского, древнеегипетского, древнеперсидского языка, в мишнаитских памятниках — грецизмы и латинизмы.

#### Учебники
- Грилихес Л. Е., Новиков Е. Б. Практический курс древнееврейского языка Ветхого Завета. — М.: Издательство Свято-Владимирского братства, 1996.
- Ламбдин, Томас О. «Учебник древнееврейского языка» = Introduction to Biblical Hebrew / пер. с англ. Я. Эйделькинда. — 4-е. — М.: Российское библейское общество, 2014.
- Зиновкин А. Ю. Учебник древнееврейского языка/ Под ред. К. А. Битнера — М.: Издательский дом Познание, 2021. ISBN 978-5-6044872-9-7.

#### Основные грамматики
- Гезениус В. Еврейская грамматика / перевод профессора К. Коссовича — Санктпетербург: Типография Императорской Академии Наук, 1874. — 600 с. (перевод и адаптация 20-го издания грамматики Гезениуса)
- Gesenius W., Kautzsch E., Cowley A.E. Gesenius' Hebrew grammar — Oxford: Clarendon Press, 1910. (перевод 28-го издания грамматики Гезениуса, стандартный справочник по грамматике)
- Joüon P. A., Grammar of Biblical Hebrew. Transl. and revised by T. Muraoka — Roma, 1991. (английский перевод французской грамматики Жоуона, наиболее современный очерк грамматики)

#### Словари
- Штейнберг О.Н.  Еврейский и халдейский этимологический словарь к книгам Ветхого Завета — Вильна, 1878.
- Графов А. Э. Словарь библейского иврита — М.: Текст, 2019. — 702 с. — ISBN 978-5-7516-1537-6.
- Майкл Холман Краткий еврейско-русский библейский словарь — CD-R Библиология 1.0 (2004).
- Brown F., Driver S. R., Briggs C. A. A Hebrew and English Lexicon of the Old Testament — Oxford: Clarendon, 1907. (переработанный словарь Гезениуса, основной словарь для изучающих древнееврейский)
- Koehler L., Baumgartner W. The Hebrew and Aramaic Lexicon of the Old Testament / Revised by W. Baumgartner and J. Stamm. Vol. I —III, Leiden, 1994—2000.
- Holladay W. L. A Concise Hebrew and Aramaic Lexicon of the Old Testament — Leiden, 1988.
- Clines D.J.A.  (ed.) The Dictionary of Classical Hebrew. Vol. I—III. —Sheffield, 1993 — 1996. (в этом словаре обработаны в том числе кумранские рукописи)

#### Конкордансы
- Even-Shoshan A. A New Concordance of the Bible. 2nd edition — Jerusalem, 1990, ISBN 0801034175,  ISBN 9780801034176.

#### Отдельные аспекты языка и научные статьи
- Франк-Каменецкий И. Г. О некоторых пережитках дофлективного строя в древнееврейском языке // Язык и мышление Т. I. — Изд-во Акад. наук СССР. Л., 1933. — С. 149—162.
- Франк-Каменецкий И. Г. К вопросу о развитии древнееврейского глагола // Язык и мышление Т. III—IV. — Изд-во Акад. наук СССР. Л., 1935. — С. 13—46.
- Дьяконов И. М. Древнееврейский язык // «Языки Азии и Африки. IV. Афразийские языки. Книга 1: Семитские языки» / отв. редакторы д-р ист. наук И.М. Дьяконов, д-р филол. наук Г.Ш. Шарбатов. — М.: Наука. Главная редакция восточной литературы, 1991. — 447 с. — ISBN 5-02-016425-9.
- Коган Л. Е. , Лёзов С. В. Древнееврейский язык // «Языки мира: Семитские языки. Аккадский язык. Северозападносемитские языки». — М.: «Academia», 2009.
- Arnorld B. T. Choi J. H. A Guide to Biblical Hebrew Syntax — Cambridge, 2003. ISBN 0521533481 ISBN 978-0521533485.

#### Общая семитология
- Гранде Б. М. Введение в сравнительное изучение семитских языков. 2 изд. — М.: Издательская фирма «Восточная литература» РАН 1998. — 439 с. ISBN 5-02-018046-7